# Косорукова, Ираида Михайловна
Ираида Михайловна Косорукова (14 августа 1931 год, деревня Каменево, Вязниковский район, Владимирская область) — доярка государственного племенного завода «Пролетарий» Вязниковского района Владимирской области. Герой Социалистического Труда (1971).

## Биография
Родилась в 1931 году в крестьянской семье в деревне Каменево. Получила начальное образование. Свою трудовую деятельность начала в тринадцатилетнем возрасте на ферме в селе Глинищи. С 1959 года — доярка Глинищинского отделения племенного завода «Пролетарий» Вязниковского района.
Начиная с 1960 года ежегодно добивалась высоких надоев, став одной из первых доярок-пятитысячниц во Владимирской области. Наибольший надой от каждой фуражной коровы составил 5034 килограмм молока. Указом Президиума Верховного Совета СССР от 8 апреля 1971 года за выдающиеся успехи, достигнутые в развитии сельскохозяйственного производства и выполнении пятилетнего плана продажи государству продуктов земледелия и животноводства удостоена звания Героя Социалистического Труда с вручением ордена Ленина и золотой медали «Серп и Молот».
Участвовала во Всесоюзной выставке ВДНХ в Москве, где получила серебряную и бронзовую медали.

## Награды
- Орден Ленина
- Орден «Знак Почёта» (22.03.1966)